# Coppa del Mondo di biathlon 1979
La Coppa del Mondo di biathlon 1979 fu la seconda edizione della manifestazione organizzata dall'Unione Internazionale del Pentathlon Moderno e Biathlon; erano previste soltanto gare maschili.
Furono disputate 10 gare. Nel corso della stagione si tennero a Ruhpolding i Campionati mondiali di biathlon 1979, validi anche ai fini della Coppa del Mondo, il cui calendario non contemplò dunque interruzioni.
Il tedesco orientale Klaus Siebert si aggiudicò la coppa di cristallo, il trofeo assegnato al vincitore della classifica generale. Non vennero stilate classifiche di specialità; Frank Ullrich era il detentore uscente della Coppa generale

## Risultati
| Data                                 | Località   | Nazione        | Spec. | Primo              | Secondo            | Terzo             |
| ------------------------------------ | ---------- | -------------- | ----- | ------------------ | ------------------ | ----------------- |
| 10 gennaio 1979                      | Jáchymov   | Cecoslovacchia | IN    | Roar Nilsen        | Eberhard Rösch     | Terje Krokstad    |
| 11 gennaio 1979                      | Jáchymov   | Cecoslovacchia | SP    | Rudolf Horn        | Frank Ullrich      | Terje Krokstad    |
| 21 gennaio 1979                      | Anterselva | Italia         | SP    | Aleksandr Tichonov | Vladimir Barnašov  | Klaus Siebert     |
| 22 gennaio 1979                      | Anterselva | Italia         | IN    | Vladimir Barnašov  | Heinz Böttcher     | Klaus Siebert     |
| Campionati mondiali di biathlon 1979 |            |                |       |                    |                    |                   |
| 15 febbraio 1979                     | Ruhpolding | Germania Ovest | IN    | Klaus Siebert      | Aleksandr Tichonov | Sigleif Johansen  |
| 17 febbraio 1979                     | Ruhpolding | Germania Ovest | SP    | Frank Ullrich      | Odd Lirhus         | Luigi Weiss       |
| 30 marzo 1979                        | Sodankylä  | Finlandia      | IN    | Anatolij Aljab'ev  | Klaus Siebert      | Kjell Søbak       |
| 31 marzo 1979                        | Sodankylä  | Finlandia      | SP    | Klaus Siebert      | Kjell Søbak        | Vladimir Barnašov |
| 6 aprile 1979                        | Bardufoss  | Norvegia       | IN    | Aleksandr Tichonov | Frank Ullrich      | Vladimir Alikin   |
| 7 aprile 1979                        | Bardufoss  | Norvegia       | SP    | Sigleif Johansen   | Vladimir Barnašov  | Klaus Siebert     |

Legenda:

IN = individuale

SP = sprint

## Classifiche

### Generale
| Pos. | Nome               | Nazione          | Punti |
| ---- | ------------------ | ---------------- | ----- |
| 1    | Klaus Siebert      | Germania Est     | 143   |
| 2    | Frank Ullrich      | Germania Est     | 136   |
| 3    | Vladimir Barnašov  | Unione Sovietica | 128   |
| 4    | Aleksandr Tichonov | Unione Sovietica | 114   |
| 4    | Eberhard Rösch     | Germania Est     | 114   |